# Hellinsia chewa
Hellinsia chewa is een vlinder uit de familie van de vedermotten (Pterophoridae). De wetenschappelijke naam van de soort is voor het eerst geldig gepubliceerd in 2014 door Kovtunovich & Ustjuzhanin.

## Type
- holotype: "male. 21–22.12.2010. leg. Kovtunovich V. & Ustjuzhanin P. BMNH 22691"
- instituut: BMNH, Londen, Engeland
- typelocatie: "Malawi, Rumphi District, 100 km N Mzuzu, Uzumara Mt., 10°52'S 34°07'E, 1931 m"